# 普罗敦尼勒斯桌山群
普罗敦尼勒斯桌山群（英語：Protonilus Mensae）是火星伊斯墨诺斯湖区的一处区域，其中心坐标为北纬43.86°、东经 49.4°，东西范围为东经59.7°至东经37°，南北二端为北纬39.87°到北纬47.06°。普罗敦尼勒斯桌山群位于都特罗尼勒斯桌山群与尼罗瑟提斯桌山群之间，它们都坐落在火星分界区内，1973年，国际天文联合会正式接受了普罗敦尼勒斯桌山群的命名。

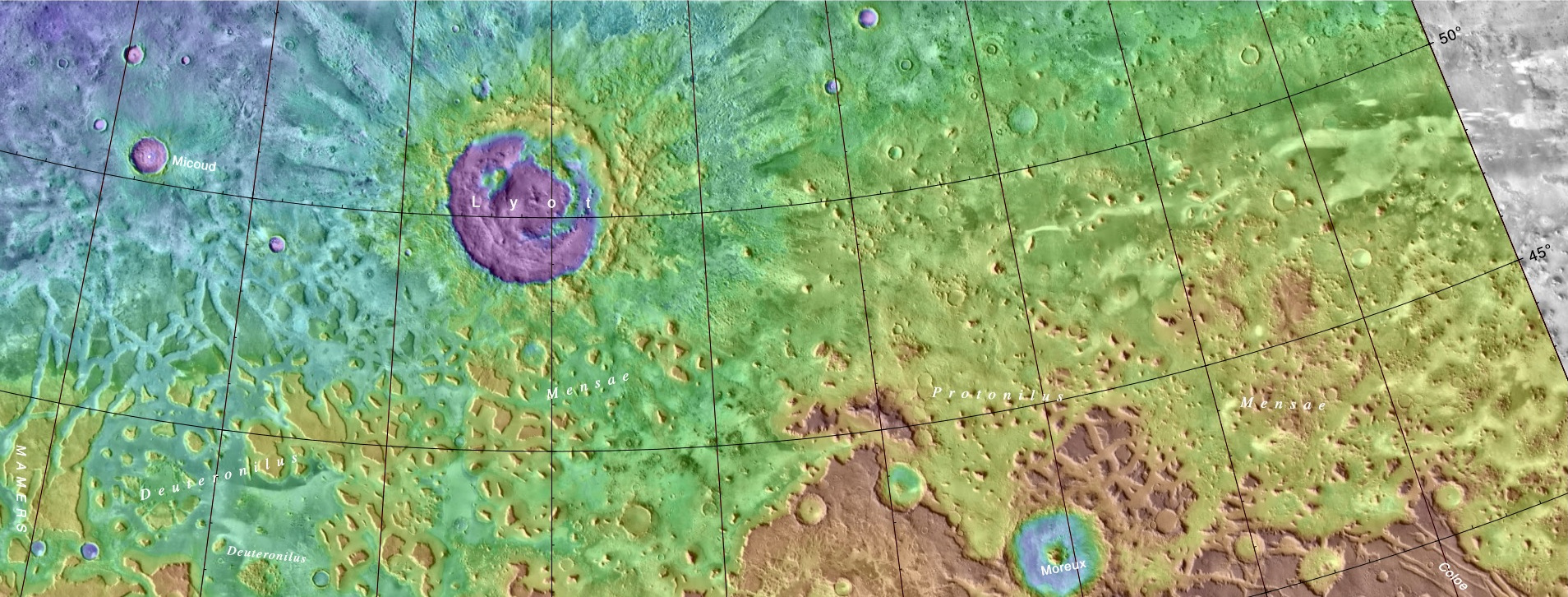
地图显示都特罗尼勒斯桌山群与邻近区域的关系，颜色指示地形高度。

该地区的地表被描述为锐蚀地形，该地形包含有悬崖、桌山和宽阔平坦的谷地，这种表面地貌据认为是由覆盖着岩屑的冰川所造成。当这些冰川环绕着山丘和桌山群时，被称为舌状岩屑坡(LDA)；当它们处于峡谷中时，又被称为线状谷底沉积(LVF)。部分从高原岩壁上众多凹壁处延伸出的表层，显示出流动状。主流顶部的小舌状流表明，与地球上一样，火星上有不止一个冰期。人们坚信，在薄薄的屑和尘埃层之下，蕴藏着巨大的冰库来自火星勘测轨道飞行器浅层雷达(SHARAD)的数据显示，在舌状岩屑坡和线状谷底沉积下都发现了纯净的冰。
普罗敦尼勒斯桌山群中的某些地方显示有一排排的凹坑，这些凹坑可能是地下冰转化成气体后形成的空洞，当空洞上方地表塌陷后，就会产生凹坑。

## 沙丘

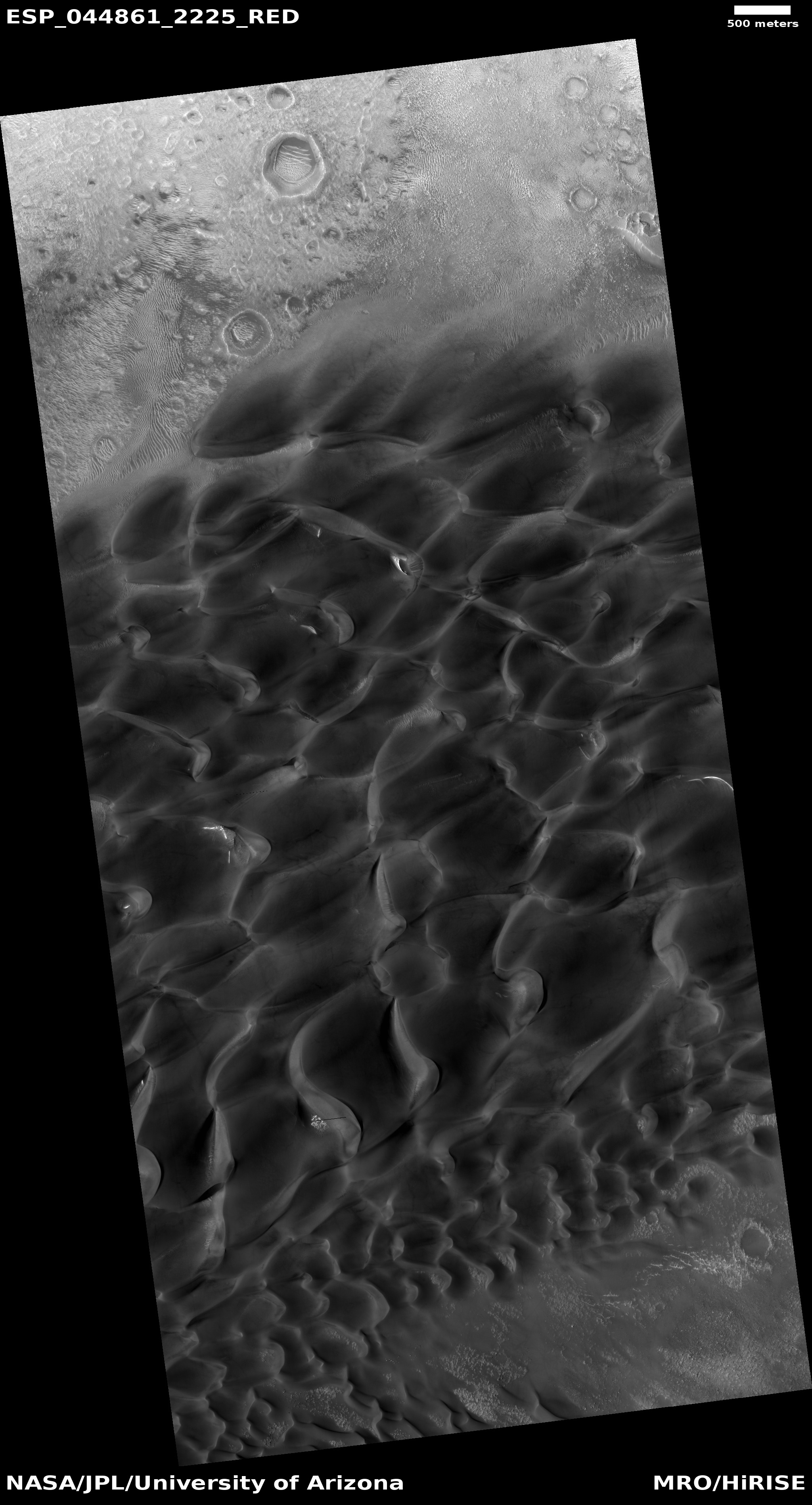
莫罗撞击坑中的沙丘宽景图
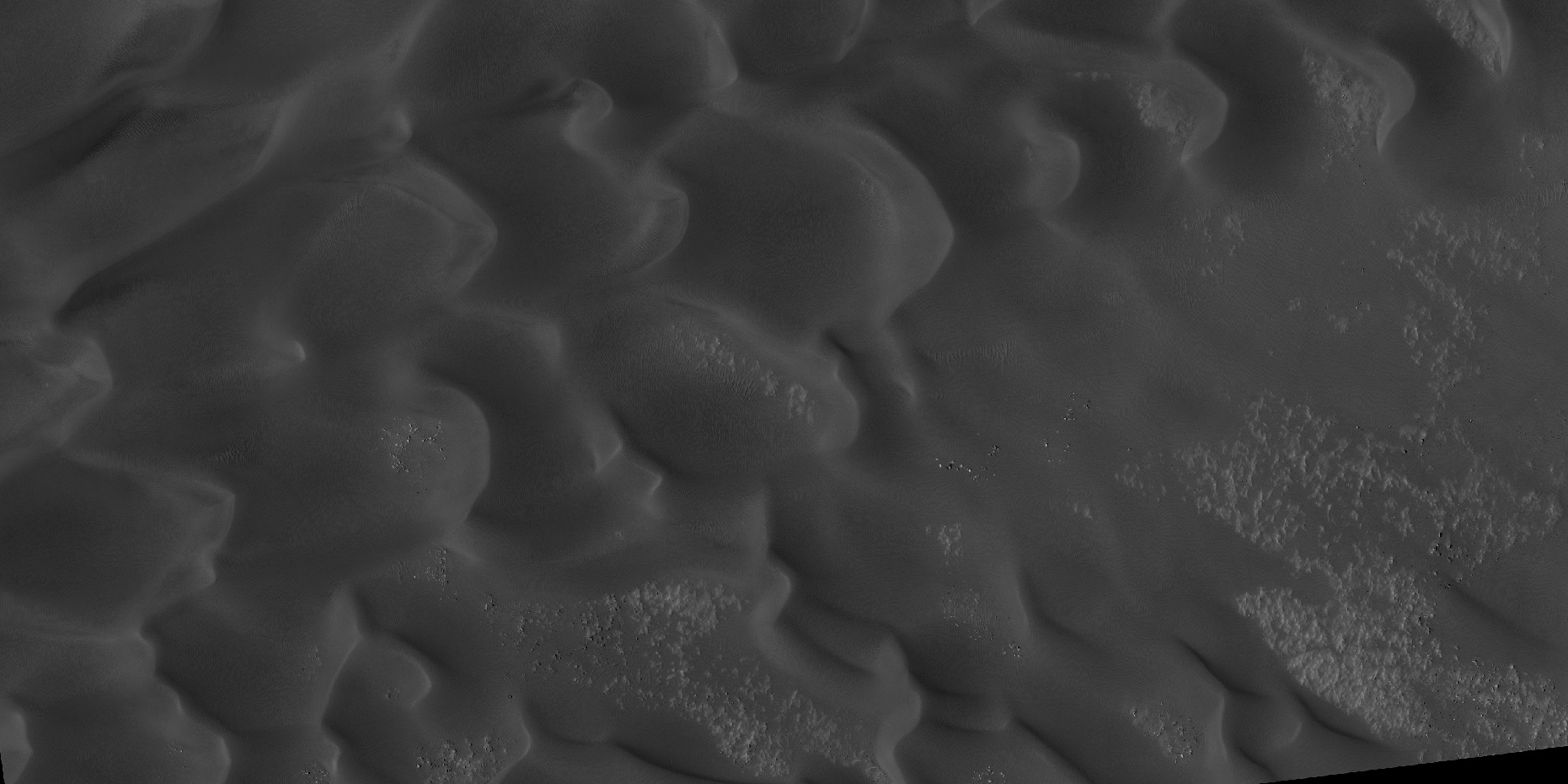
上图中的底部沙丘放大图
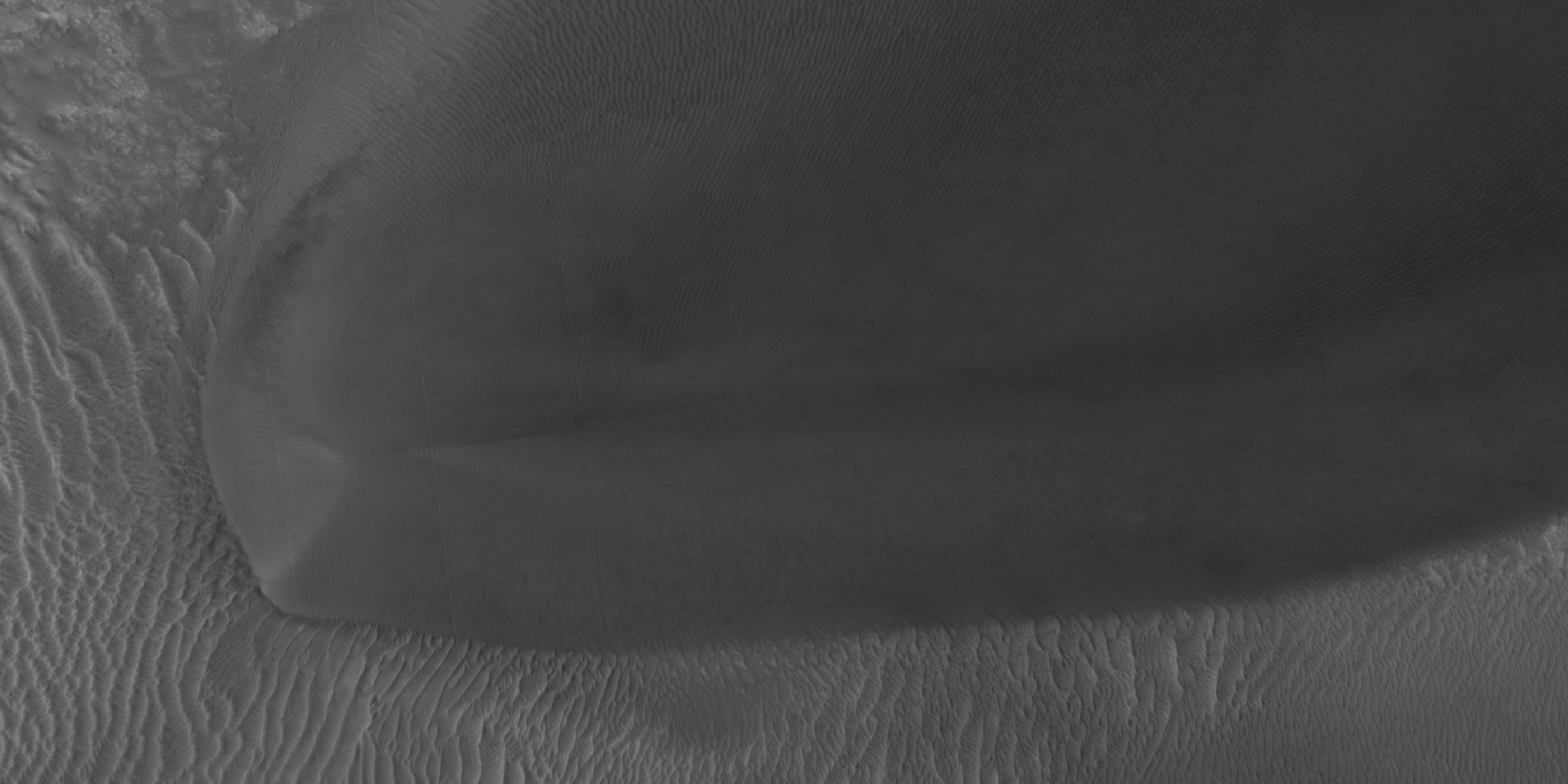
同一地点近距离观察的大沙丘
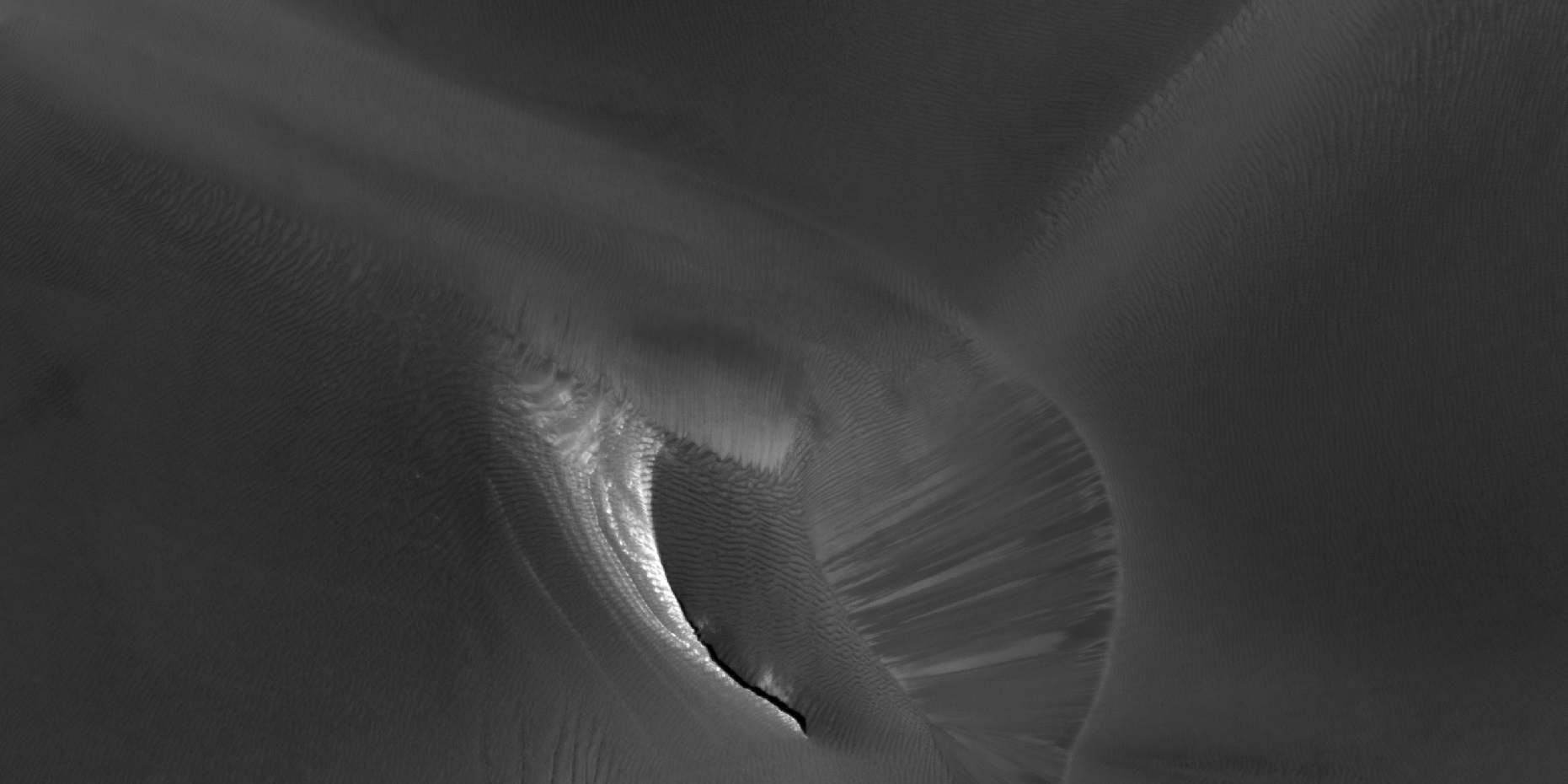
接近观看暗色沙丘中的白斑，呈现出波纹和条状纹

## 气候变迁引起的富冰特征
据信，火星上包括普罗敦尼勒斯桌山群在内的众多地貌都含有大量的冰。对于冰的起源，最流行的理论是该行星自转轴倾角的巨大变化所引起的气候变迁，有时倾斜幅度甚至超过80度，巨幅的倾斜变化解释了火星上许多富冰特征的成因。 
研究表明，当火星的倾角从目前的25度倾斜到45度时，两极的积冰就不再稳定，此外，当处于这种高倾角度时，储存的固体二氧化碳(干冰)就会升华，从而增加大气压力，而气压的上升又使更多的尘埃被保留在大气中，大气中的水分将以雪或冰的形式落在尘埃颗粒上，计算表明这种物质将集中在中纬度地区。火星大气环流模式预测到富冰尘埃将堆积在发现富冰地貌的同一地区。  
当火星自转倾角开始回归较低值时，水冰升华(直接变成气体)并留下尘埃，这些尘埃堆积又覆盖了底层物质，因此，随着每一轮高倾角循环，都会残留下一些富冰的覆盖层。注意，光滑的表面覆盖层可能只代表相对较新的物质。

## 脑纹地形
脑纹地形是一种高达3–5米的迷宫状楞脊，有些楞脊可能由冰核构成，因此，它们可能是未来定居者的水源。

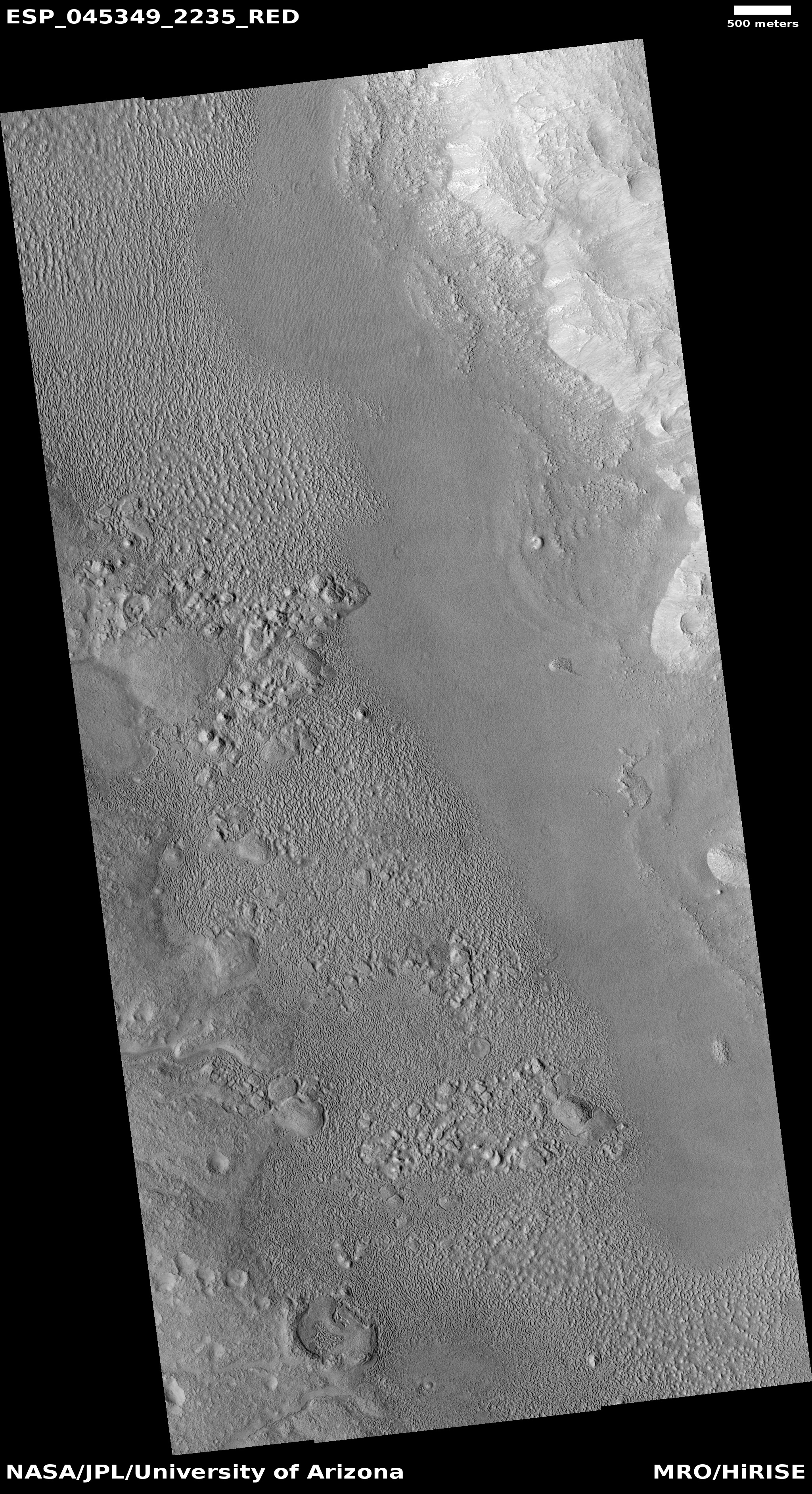
正在形成中的脑纹地形
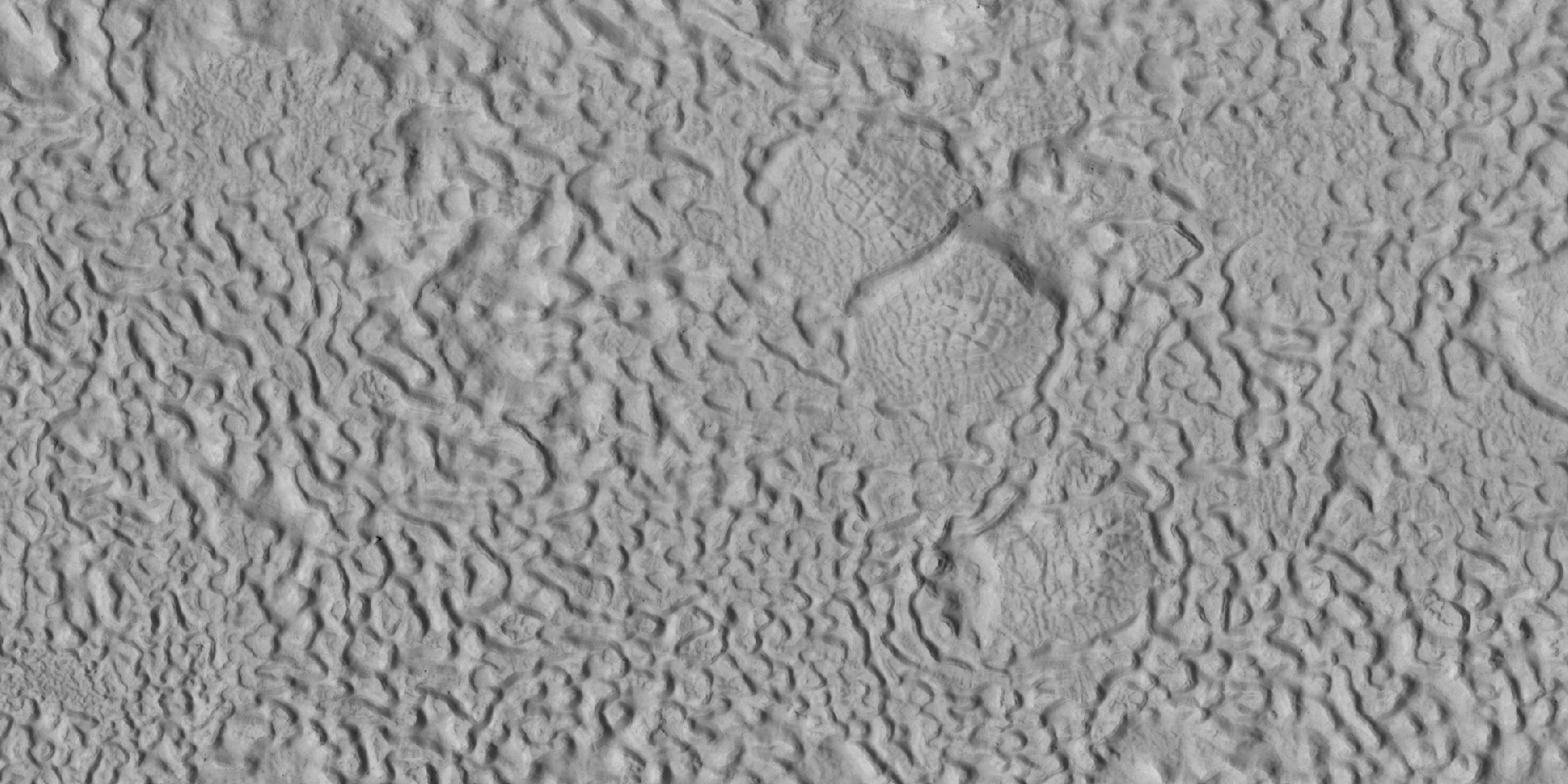
正在形成中的脑纹地形，前一幅的放大版。
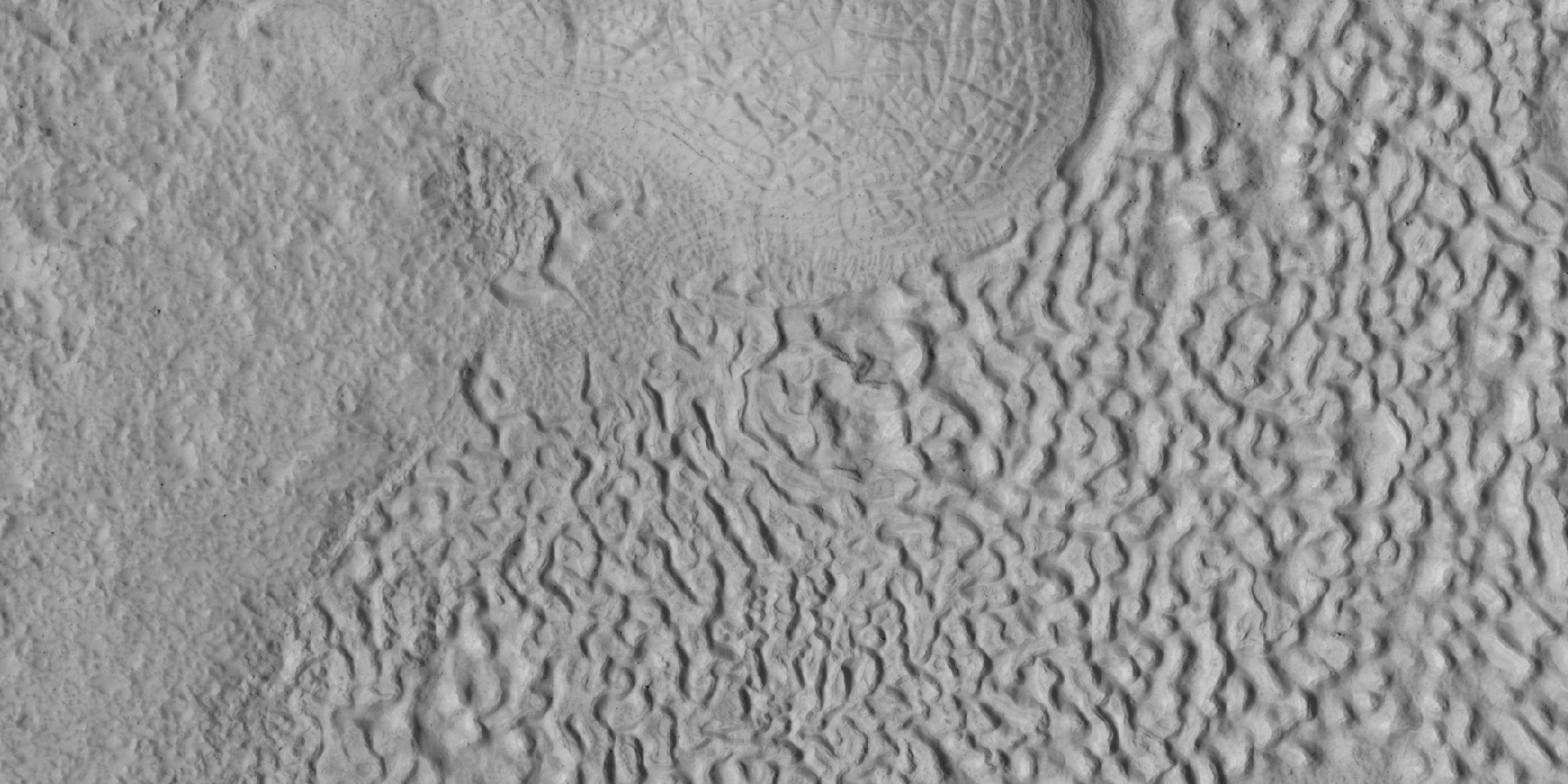
正在形成中的脑纹地形
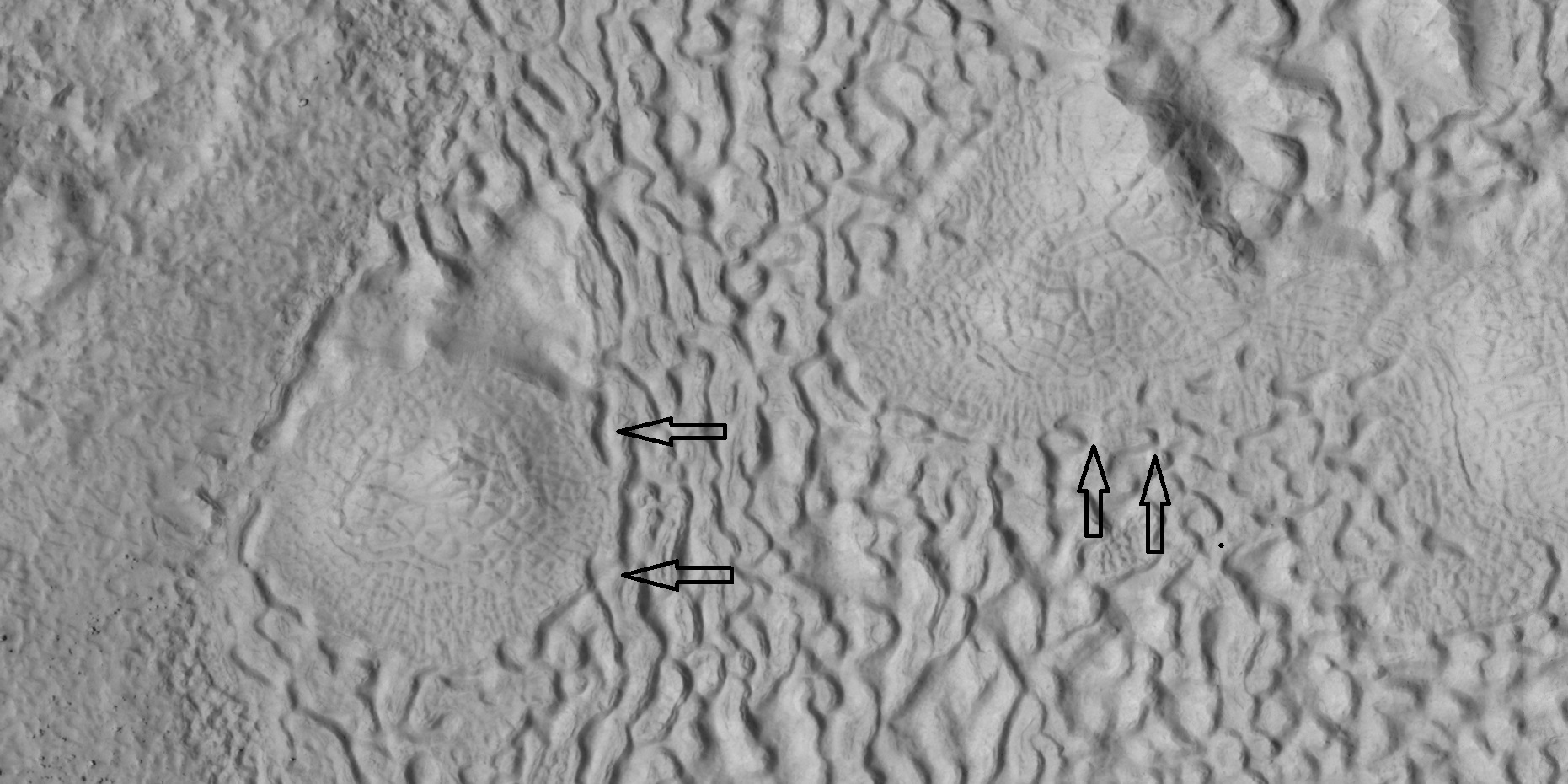
正在形成中的脑纹地形，箭头指示了脑纹地形开始形成处。
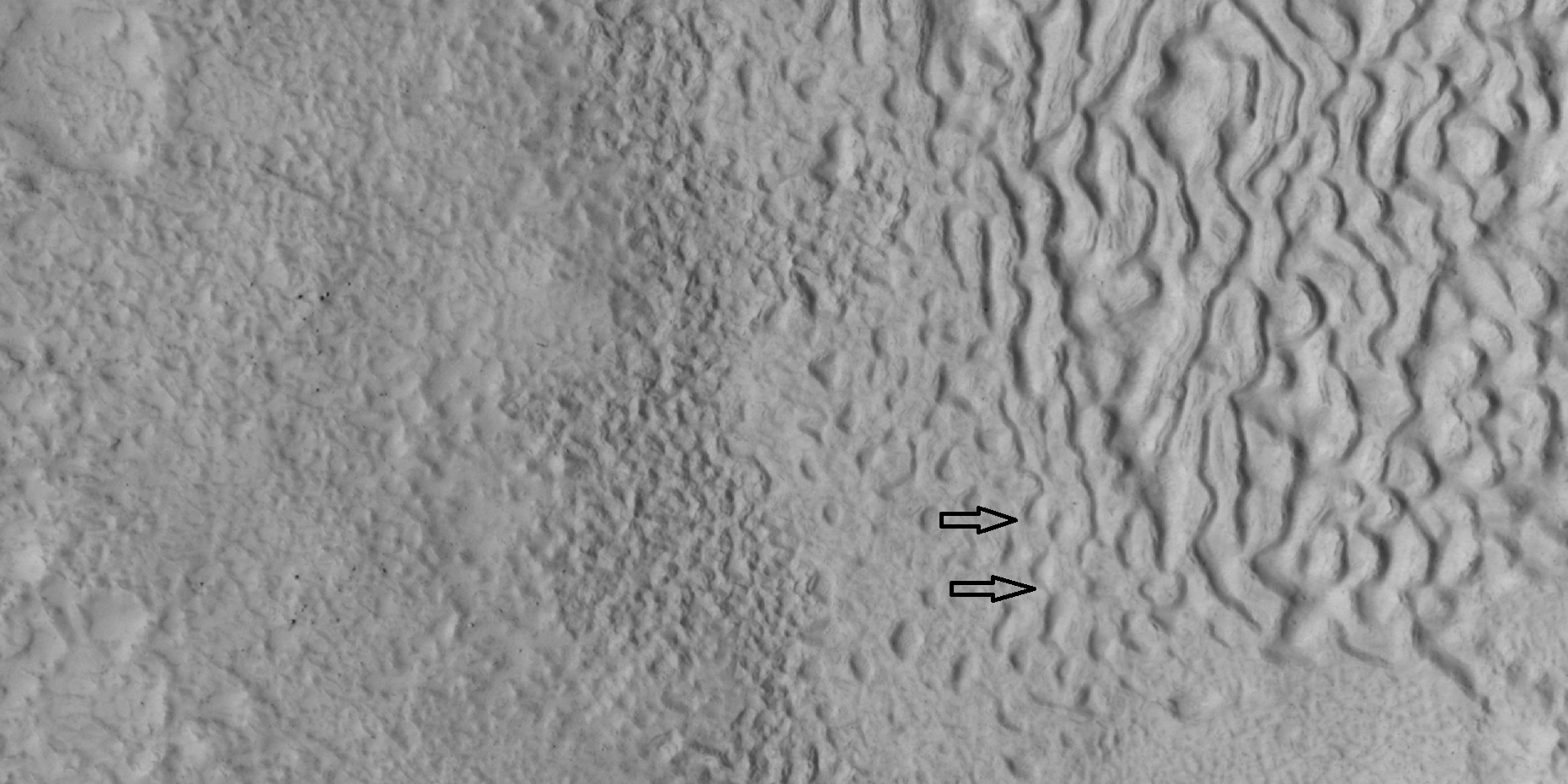
正在形成中的脑纹地形，箭头指示了脑纹地形开始形成处。这是前一幅的放大版。
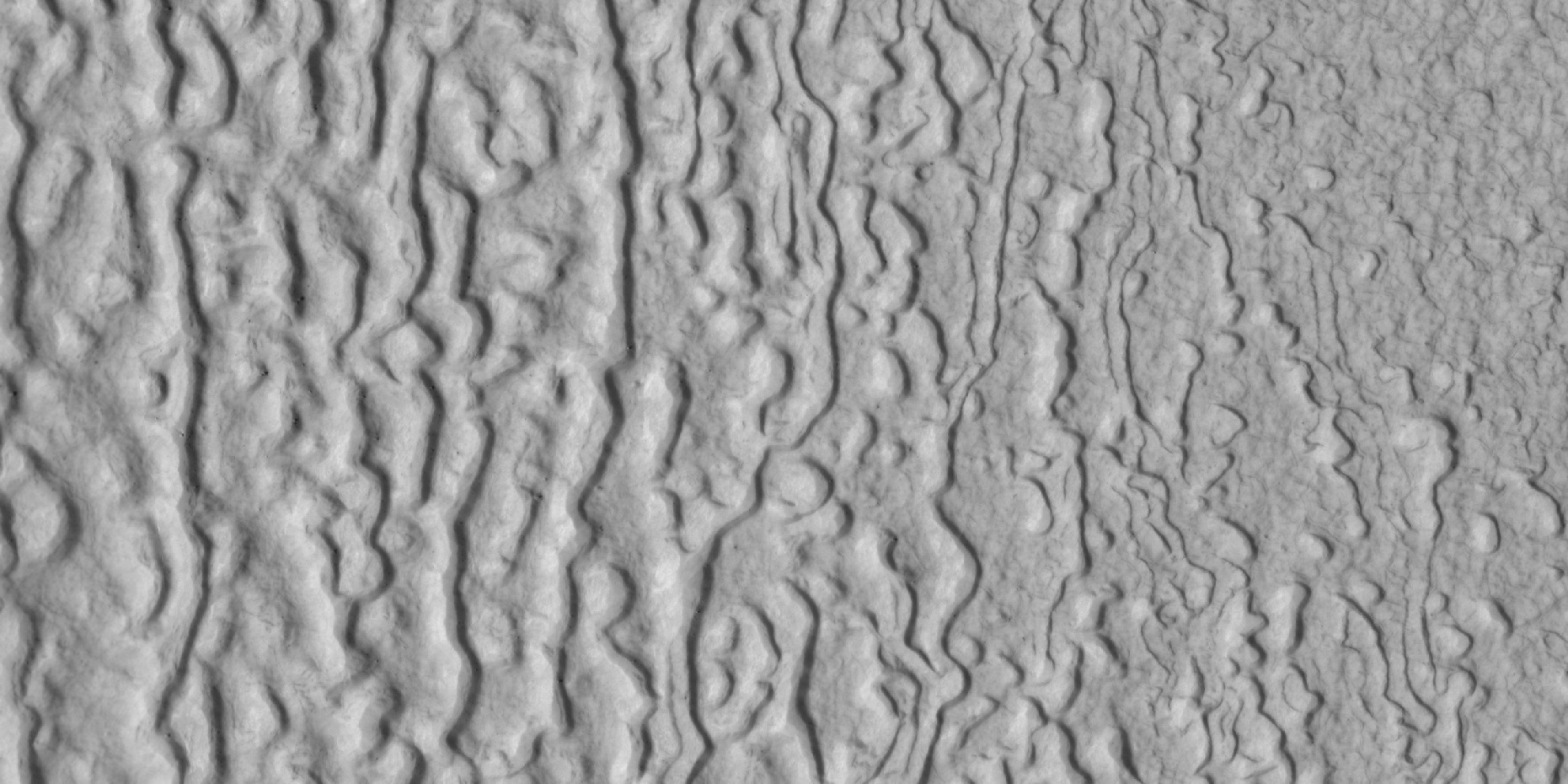
正在形成中的脑纹地形

## 冰川

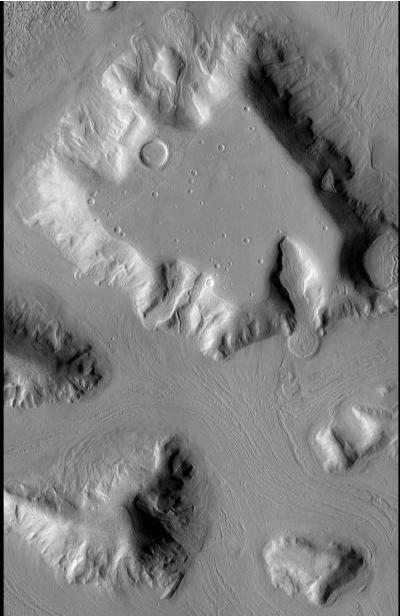
背景相机拍摄的伊斯墨诺斯湖区桌山，有数道冰川正在侵蚀它，在接下来的二幅图像中可更详细地看到其中一道冰川。
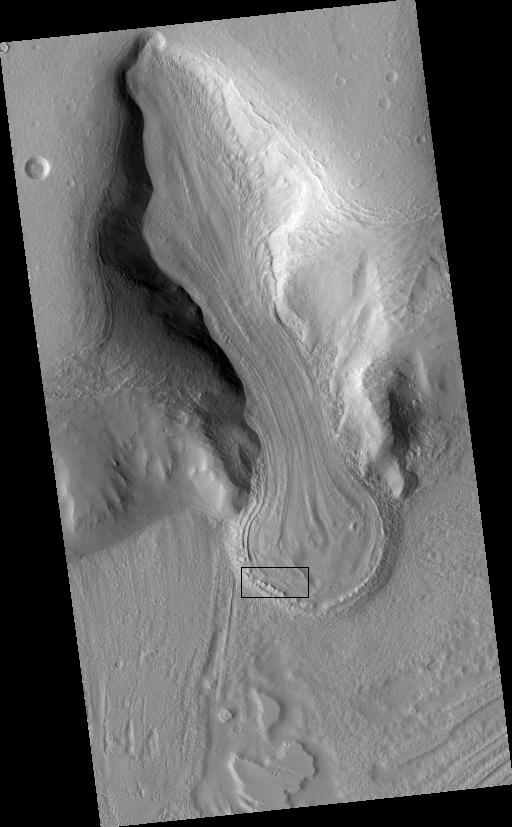
HiWish项目指示高分辨率成像科学设备显示的冰川。下一张照片放大了矩形区域。位于顶部的积雪区、冰川沿着山谷向下移动，然后在平原蔓延开。流动的证据来自表面的许多线条。地点位于伊斯墨诺斯湖区。
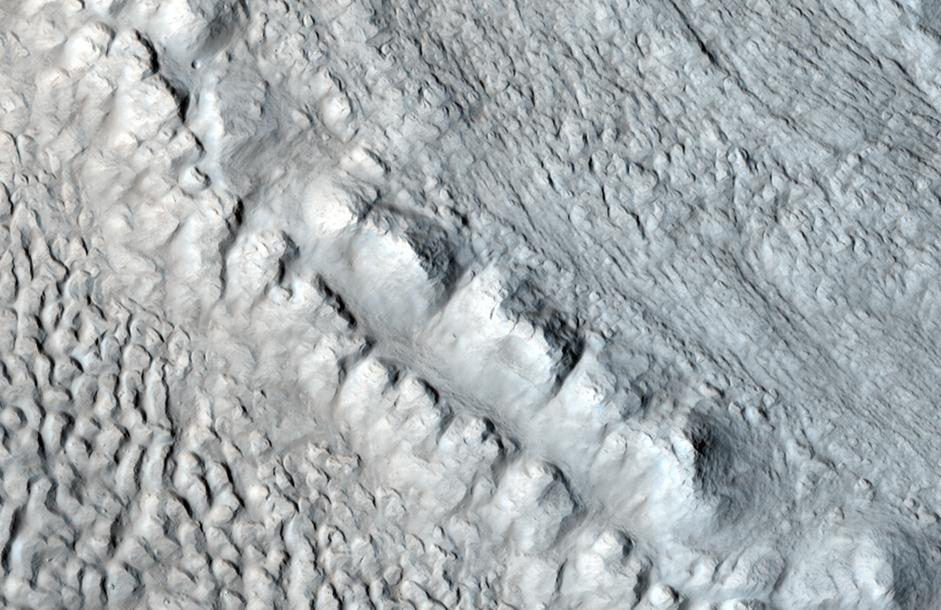
前一幅图像中矩形区域的放大。地球上将这种山脊称为“阿尔卑斯型冰川”终碛。照片由HiWish项目指示高分辨率成像科学设备拍摄。
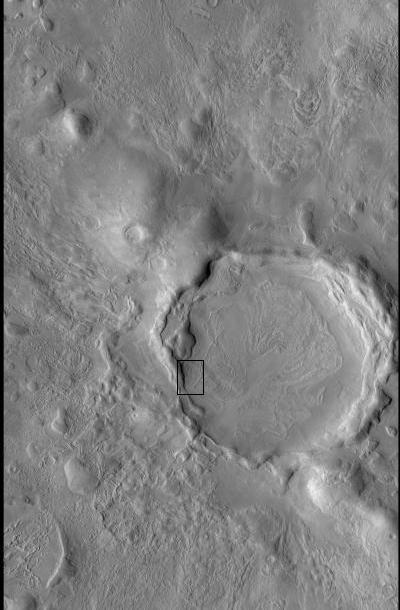
背景相机拍摄的普罗敦尼勒斯桌山群照片，显示了下一幅图像中的位置。
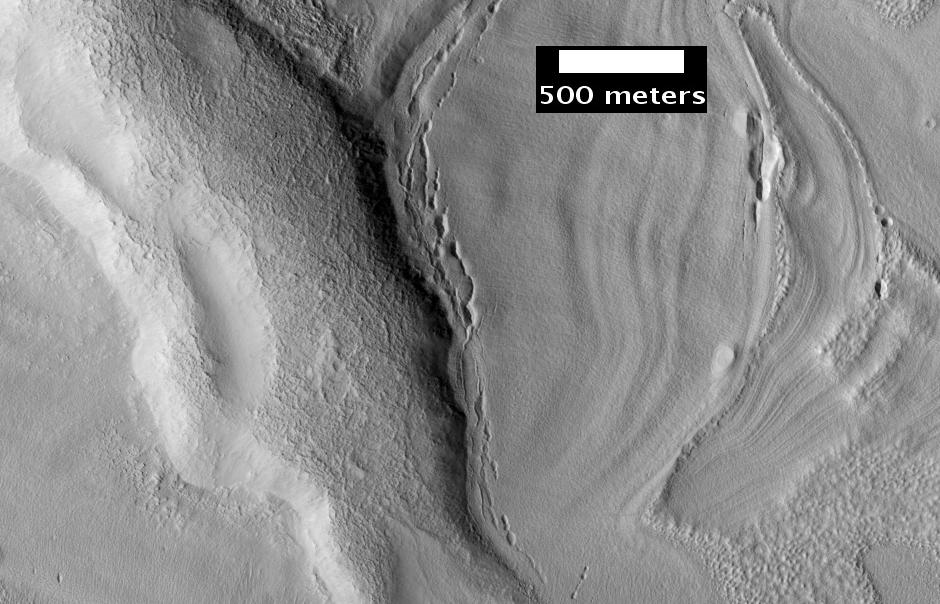
普罗敦尼勒斯桌山群中的凹坑
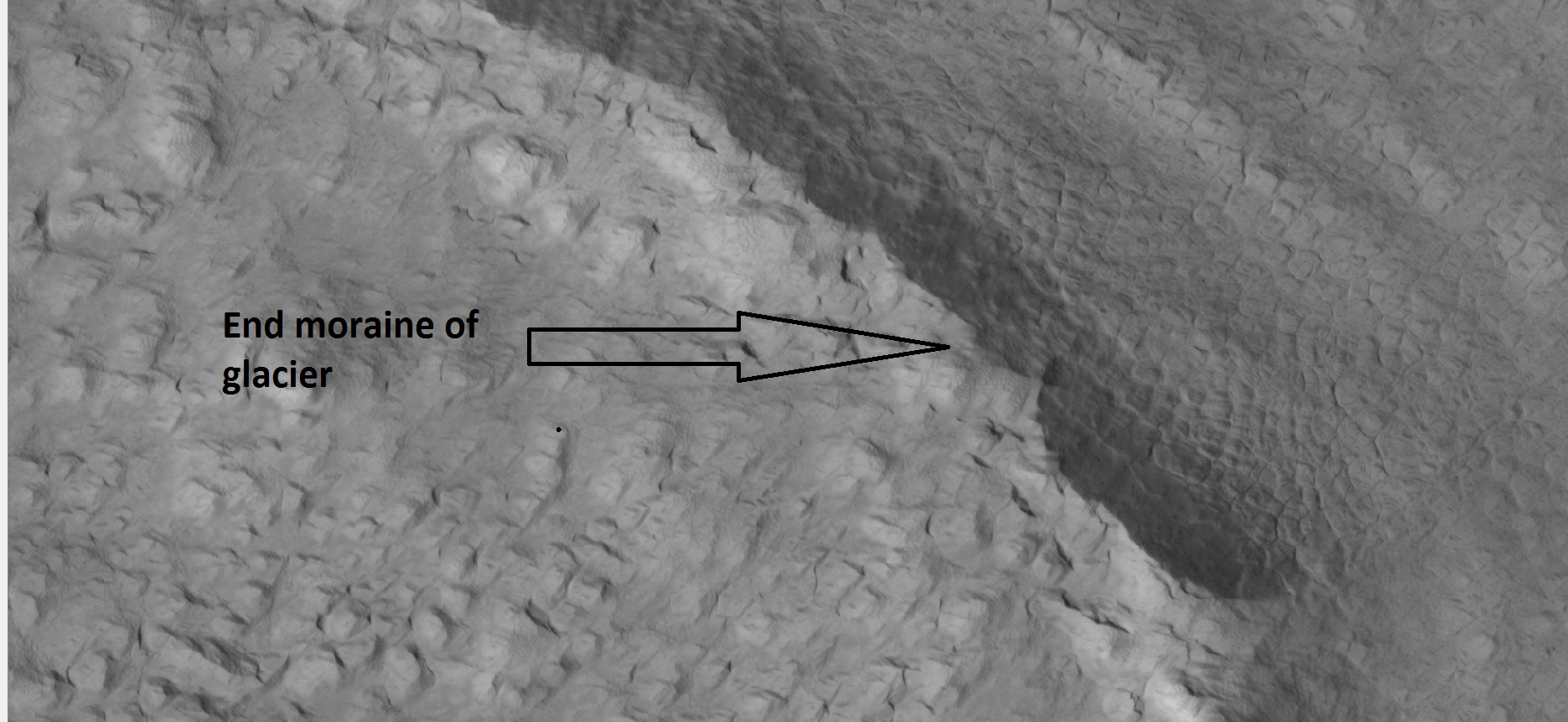
冰川尽头，冰碛末端的右侧显示了网纹状的地表，这在地下水结冰的地区很常见。
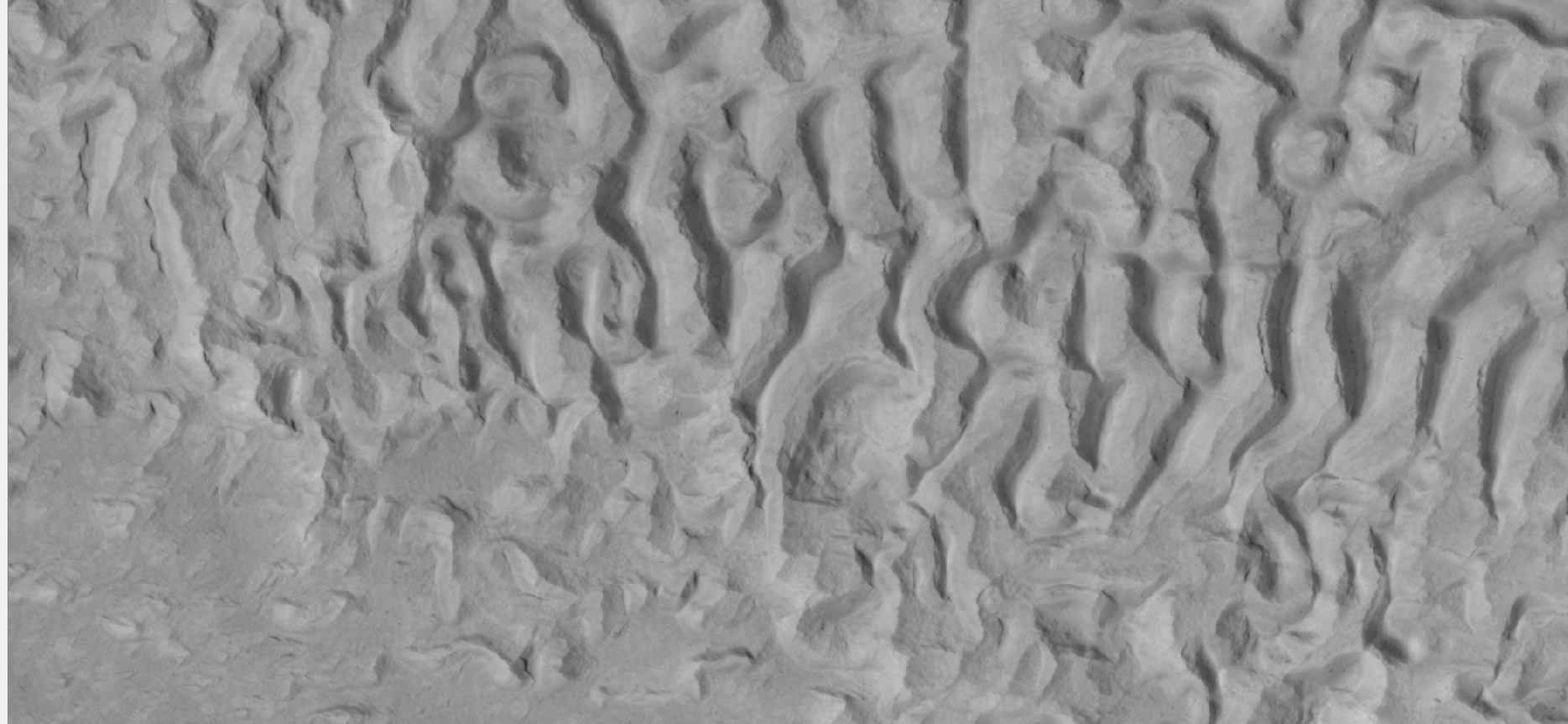
伊斯墨诺斯湖的表面形态

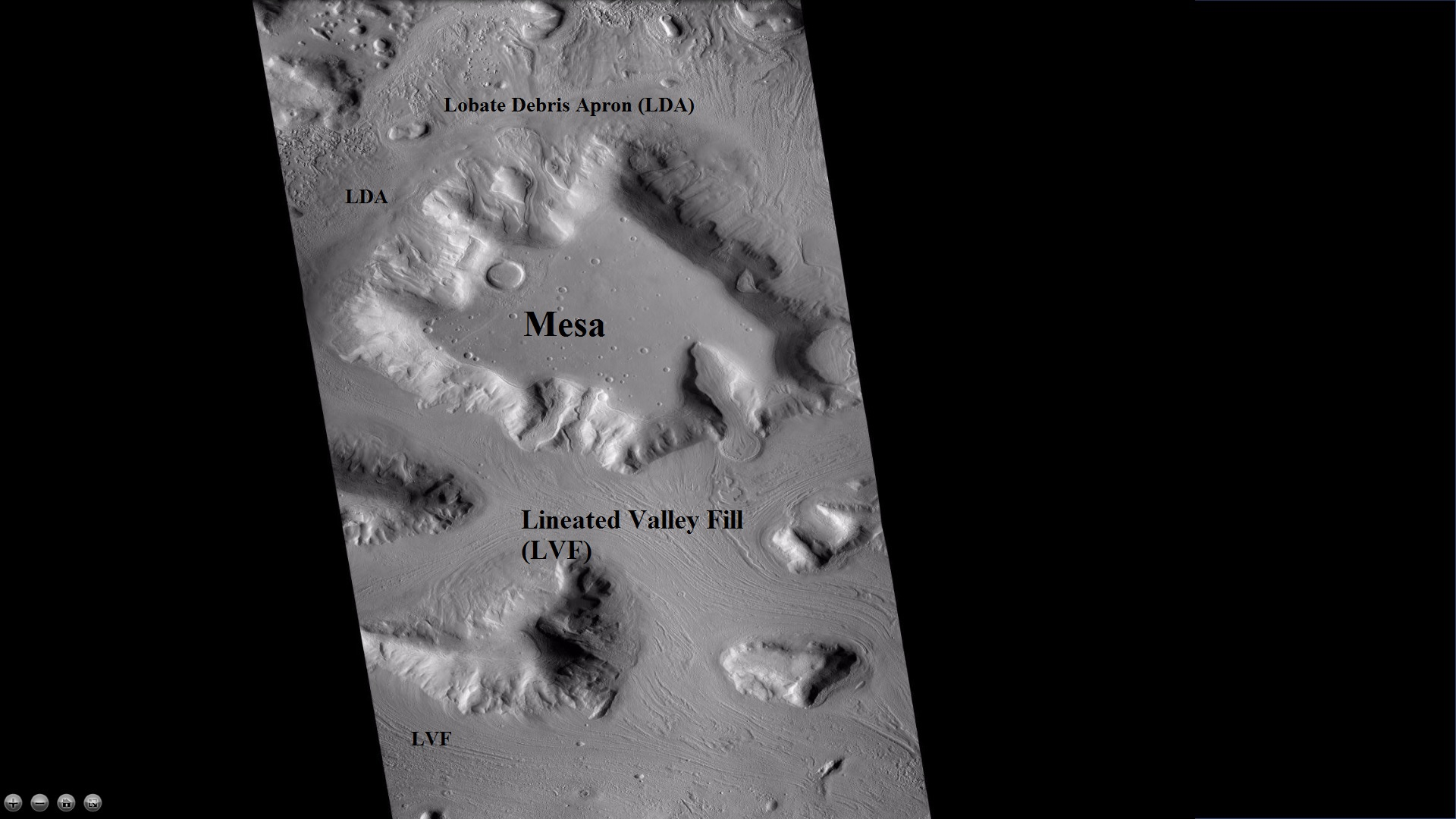
宽视场背景相机照片显示的被舌状岩屑坡和线状谷底沉积环绕的桌山和地垛，地点为伊斯墨诺斯湖区。
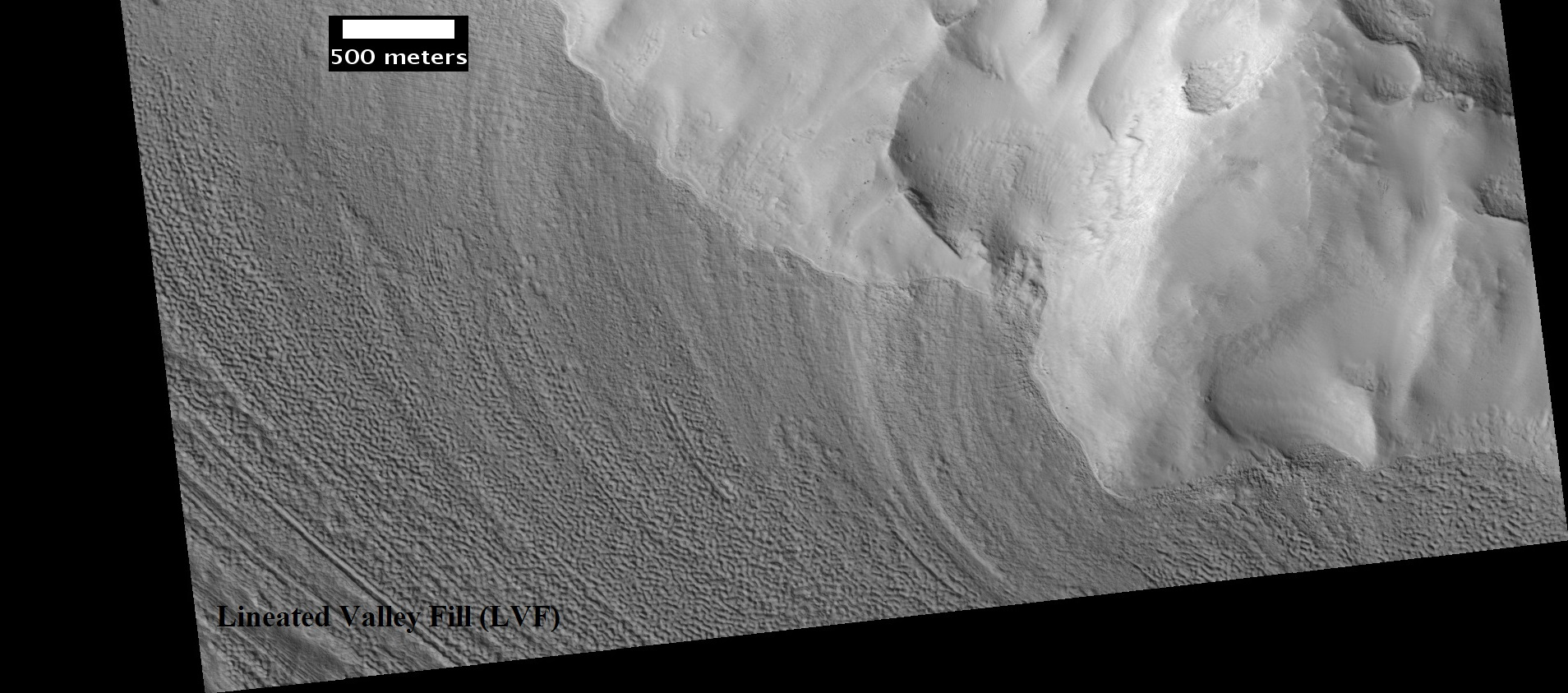
线状谷底沉积 (LVF)近距图，这是前一幅背景相机照片的局部放大。
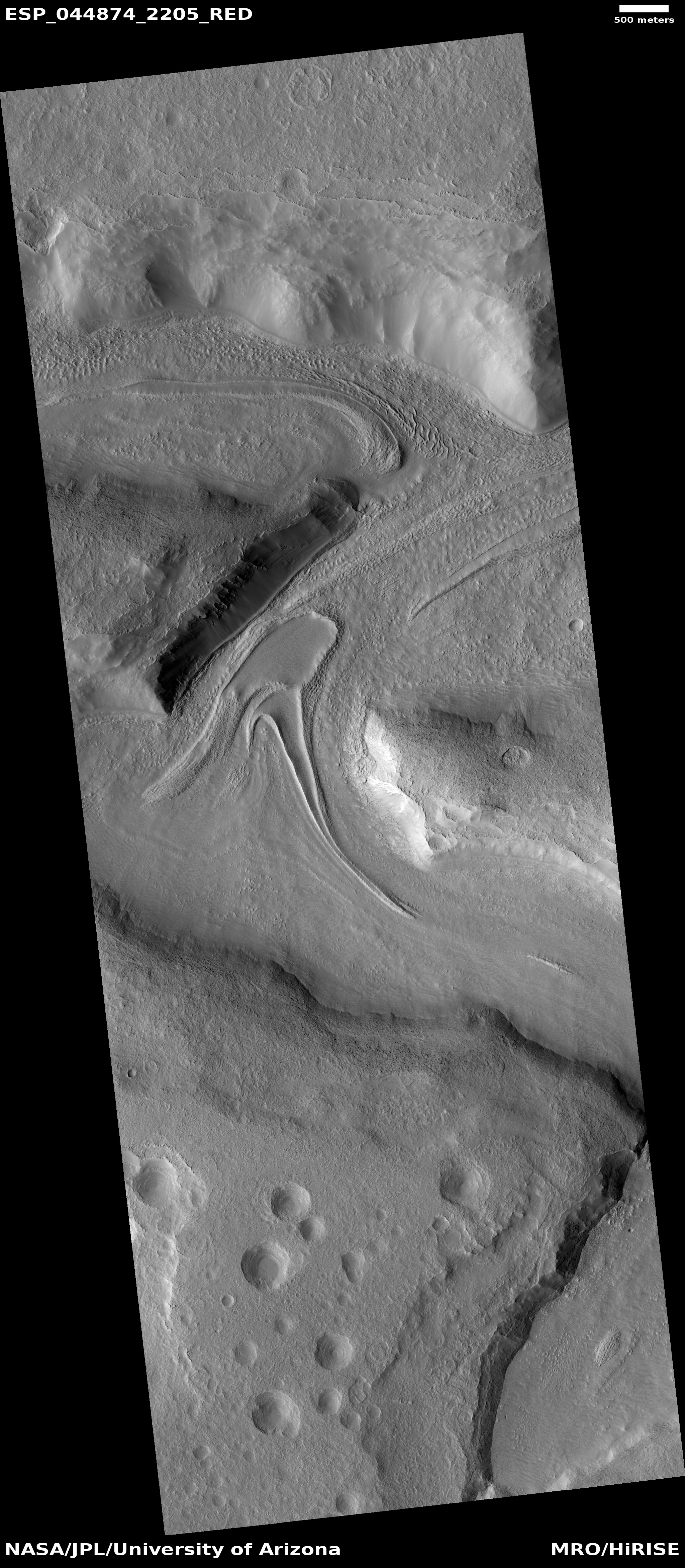
在二道不同峡谷中移动的冰川

## 另请参阅
- 都特罗尼勒斯桌山群
- 火星地质
- 冰川
- 火星冰川
- 火星分界
- 尼罗瑟提斯桌山群